# Marburg Central Collecting Point
Der Marburg Central Collecting Point, auch Marburg Central Art Collecting Point, war die erste Kunstsammelstelle der Nachkriegszeit in Deutschland. Diese richtete die US-Militärregierung in der Universitätsstadt Marburg ein, um die vor und während des Zweiten Weltkrieges aus Museen, Bibliotheken, Archiven, Schlössern usw. geraubten oder evakuierten Kunstgüter zusammenzutragen und den rechtmäßigen Eigentümern zurückzugeben. Die Sammelstelle existierte zwischen Mai 1945 und Mitte August 1946.

## Vorgeschichte

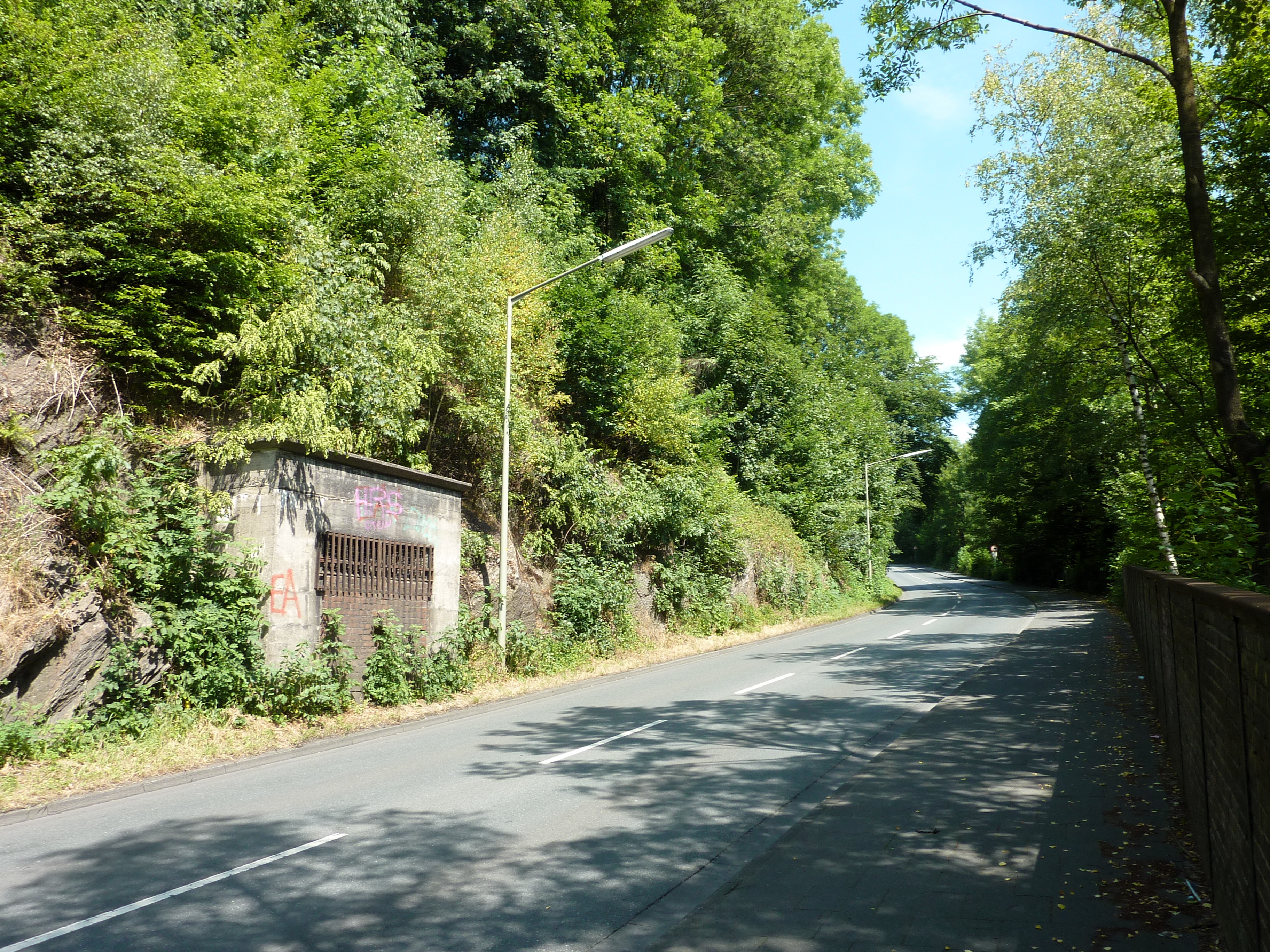
Mundloch des Hainer Stollens in Siegen

1943 richtete die amerikanische Regierung die „American Commission for the Protection and Salvage of Artistic and Historic Monuments in War Areas“ ein. Diese inoffiziell nach ihrem Vorsitzenden Owen Roberts „Roberts Commission“ genannte Kommission ließ Listen der schützenswerten Bauwerke in Europa erstellen, die unmittelbar nach dem Abzug der Militäreinheiten vor weiteren Schäden gesichert werden sollten. Für die praktische Umsetzung gründete man eine militärische Spezialeinheit namens Monuments, Fine Arts, and Archives Section, kurz MFA&A, deren Kunstschutzoffiziere aufgrund ihrer Tätigkeit informell als „Monuments Men“ bezeichnet wurden. Darüber hinaus sollte die Einheit die Kulturgüter, die vor allem durch den Einsatzstab Reichsleiter Rosenberg aus den besetzten Ländern geraubt worden waren, zusammentragen und ihren ursprünglichen Besitzern wieder aushändigen.

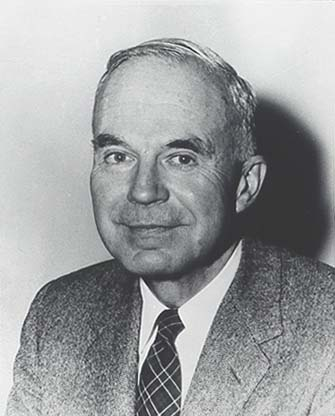
Walker Hancock in den 1960er Jahren

Im Herbst 1944 erreichten die ersten der sich langsam von Frankreich nach Osten verschiebenden alliierten Frontlinie folgenden Offiziere deutschen Boden. George Leslie Stout und Walker Hancock erhielten bei ihrem Aufenthalt im kriegszerstörten Aachen Kenntnis von einem großen Kunstgutlager in einem ehemaligen Eisenerzbergwerk bei Siegen. Bei ihrer anschließenden Besichtigung des Hainer Stollens Anfang April 1945 entdeckten die beiden Offiziere in einem separaten und bewachten Raum fast 600 Gemälde, hunderte Plastiken und weitere Objekte, die durch die vorherrschende hohe Luftfeuchtigkeit schon durch Schimmel angegriffen waren. Zur Sicherung der Kunstwerke beschlossen Stout und Hancock, diese so schnell wie möglich zu evakuieren. Weil ihnen dies jedoch infolge des noch anhaltenden Kriegszustandes nicht sofort möglich war, setzten sie ihre Inspektionsreise fort.
Nach einer Zwischenstation in Marburg trennten sich ihre Wege. Während Stout nach Süden weiterfuhr, wandte sich Hancock nach Osten und entdeckte am 29. April 1945 in einem Kalibergwerk in Bernterode neben Kunstwerken die preußischen Kronjuwelen, die Militärstandartensammlung sowie die Sarkophage Friedrichs des Großen, Friedrich Wilhelms I., des ehemaligen Reichspräsidenten Paul von Hindenburg und seiner Frau Gertrud. Um den Bestand nicht als politische Trophäe in die Hände der Sowjetunion fallen zu lassen, in deren Besatzungszone sich das Bergwerk befand, ordnete die amerikanische Militärregierung die sofortige Evakuierung an.

## Die Marburger Sammelstelle

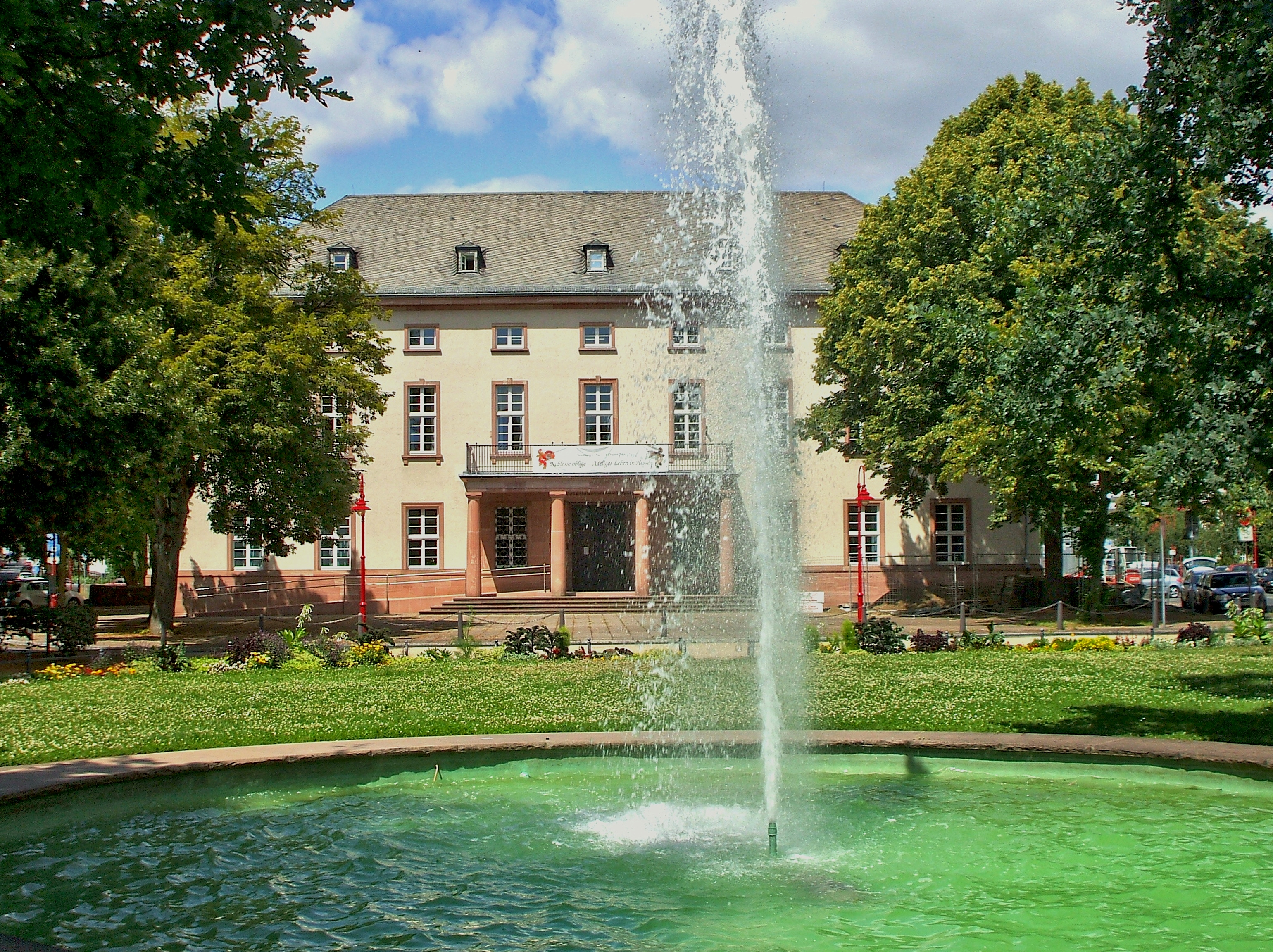
Haupteingang des Staatsarchivs am Friedrichsplatz

Am 9. Mai 1945 kamen die ersten Objekte aus dem Depot Bernterode in Marburg an und der Central Collecting Point nahm seine offizielle Tätigkeit auf. Ausschlaggebend für die Wahl der mittelhessischen Universitätsstadt waren mehrere Faktoren: So lag Marburg in der Amerikanischen Besatzungszone, verhältnismäßig nah an weiteren mittlerweile bekannten Depots im mitteldeutschen Raum und wies nur geringe Kriegsschäden auf. Schon im April 1945 hatte Hancock zudem auf seiner Inspektionstour durch Hessen und Thüringen in der Stadt drei für diese Zwecke geeignete Gebäude registriert: Den Jubiläumsbau der Universität, der bis heute Sitz des Universitätsmuseums und der kulturwissenschaftlichen Institute samt ihrer Sammlungen ist, das Marburger Schloss sowie das erst 1938 eingeweihte Staatsarchiv. Dort richtete Hancock nach seiner Rückkehr unmittelbar nach der  bedingungslosen Kapitulation sein Büro ein, nachdem er das von einer amerikanischen Militäreinheit okkupierte Bauwerk hatte räumen und auf „Off Limits“ stellen lassen.

### Involvierte Institutionen und Tätigkeiten

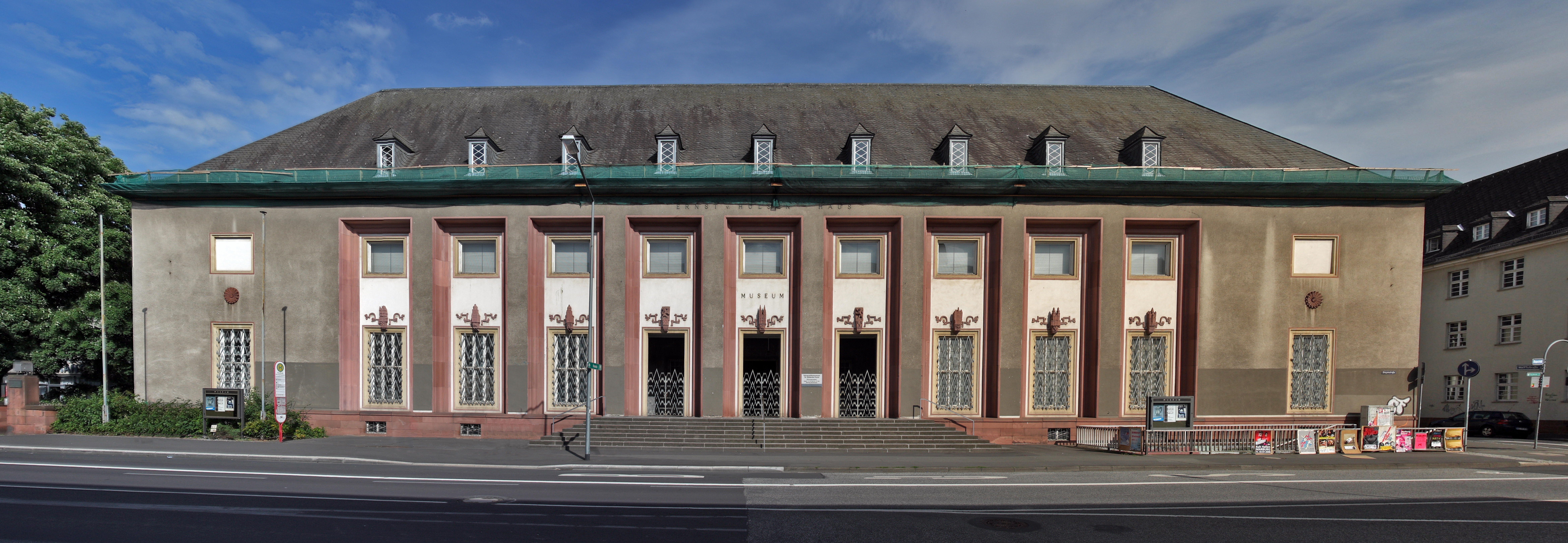
Repräsentativer Eingang des Kunstgebäudes der Philipps-Universität Marburg (ehemals „Jubiläumsbau“ genannt) an der Biegenstraße

Mit Hilfe der noch verbliebenen Angestellten des Staatsarchivs sowie sechs vom Arbeitsamt zugewiesenen Arbeitern magazinierte man die fast täglich eintreffenden Objekte. Für die Inventarisierung der Kunstwerke fragte Hancock bei Richard Hamann nach Unterstützung an, der in Personalunion sowohl Leiter des kunstgeschichtlichen Seminars als auch des Bildarchivs Foto Marburg war und bereitwillig sein Personal zur Verfügung stellte. Die Kunstgeschichte wurde beauftragt, Karteikarten zu jedem Objekt anzufertigen und diese mit vom Bildarchiv erstellten Fotografien zu versehen. Hamann war es auch, der sich zusammen mit dem damaligen Oberbürgermeister Eugen Siebecke und dem Universitätsrektor Julius Ebbinghaus für die Ausrichtung einer Ausstellung mit den Collecting Point-Objekten bei der Militärregierung aussprach. Nach der erteilten Genehmigung öffnete am 15. November 1945 im Universitätsmuseum eine erste Ausstellung von 30 Meisterwerken der europäischen Malerei. Bis zur Auflösung der Kunstsammelstelle folgten noch weitere im Museum sowie im Staatsarchiv.
Zur Sicherung der historisch bedeutenden Bauwerke in Hessen und als weitere Unterstützung für die Erfassung der Objekte rekrutierte Hancock zudem den Arbeitsstab des ehemaligen Provinzialkonservators Hessens Friedrich Bleibaum. Bleibaum hatte während des Zweiten Weltkriegs aktiv die Sicherung von Bauwerken und die Evakuierung wertvoller hessischer Bestände betrieben und blieb weiter im Auftrag der Amerikaner in diesen Bereichen verantwortlich, so beispielsweise für die von ihm selbst in den Bunkern in Bad Wildungen verstauten Kunstwerke.

### Nach Marburg verbrachte Objekte und Restitutionsbestrebungen
Wichtigstes Ziel der Amerikaner im Collecting Point war die Restitution der zusammengetragenen Bestände, bei denen sie vorrangig Raubgut vermuteten. Deshalb kamen Kunstschutz-Vertreter wie der Belgier Raymond Lemaire, die Amerikanerin Edith Standen und die Französin Rose Valland nach Marburg und sichteten die Kunstwerke auf Verdachtsfälle. Doch im Gegensatz zu den Erwartungen, überall in Deutschland auf geraubte Objekte zu stoßen, traten in Marburg scheinbar nur wenige derartige Objekte zutage. Insgesamt circa 200 Werke, darunter der Schatz der Kathedrale von Metz, gelangten aus verschiedenen Depots nach Marburg und wurden den ursprünglichen Eigentümern zurückgegeben oder zur weiteren Untersuchung nach Wiesbaden verbracht. Angemerkt werden muss hier allerdings, dass in Marburg aufgrund Personal- und Zeitmangels keine aktive Provenienzrecherche betrieben werden konnte, so dass eventuell von Museen oder Privatpersonen während des Nationalsozialismus zu Unrecht erworbene Objekte unentdeckt blieben.
Der größte Teil der über 4000 Kunstobjekte, mehr als 14.000 Bücher und 17.500 Regalmeter Aktenmaterial stammte wohl aus deutschen Museen, Kirchen, Archiven oder Privatsammlungen, darunter aus verschiedenen Berliner und rheinländischen Kollektionen, aus dem Essener Museum Folkwang, der Kunsthalle Düsseldorf usw.

### Auflösung der Marburger Sammelstelle

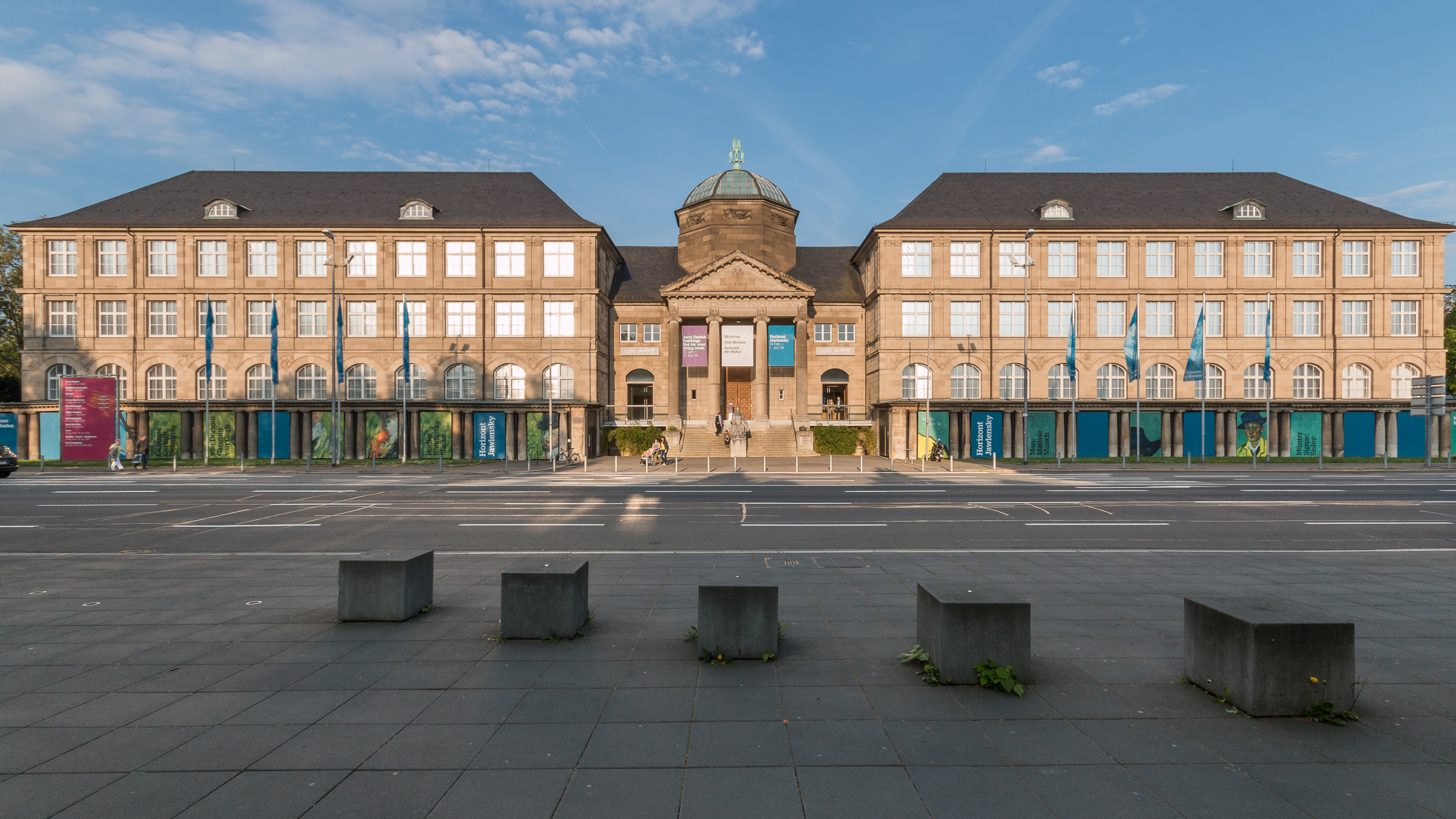
Museum Wiesbaden

Nachdem sich herauskristallisiert hatte, dass das Staatsarchiv nicht die nötige Kapazität für die Lagerung der noch zu erwartenden Lieferungen besaß und die Separierung der Objekte an verschiedenen Standorten in Hessen (in den Collecting Points in Marburg und Wiesbaden, dem Offenbach Archival Depot und dem Depot Bad Wildungen) aus Sicherheits- und Personalgründen nicht ratsam schien, entschlossen sich die für Hessen zuständigen MFA&A-Offiziere für eine Zusammenlegung der Kunstsammelstellen in Wiesbaden. Ab dem Frühjahr 1946 transferierte man daher Objekte aus Marburg in das Museum Wiesbaden, in welchem die US-Militärregierung unter dem Kunstschutz-Offizier Walter Farmer eine weitere Kunstsammelstelle eingerichtet hatte und welches eine größere Lagerfläche bot. Parallel verbrachte man diejenigen Objekte nach Düsseldorf und in das Schloss Dyck, die die Amerikaner widerrechtlich aus der Britischen Besatzungszone evakuiert hatten (dies betraf vor allem die Objekte aus dem Siegener Erzbergwerk). Als letzte Maßnahme transferierte man die vier Sarkophage aus dem Bernteroder Depot in der geheimen „Operation Bodysnatch“ in die Marburger Elisabethkirche, während die Militärstandarten als politische Beute nach Amerika gingen.
Unmittelbar nach dieser Aktion verkündete Francis Bilodeau, der Hancock als Direktor im Dezember 1945 abgelöst hatte, am 17. August 1946 das Ende des Marburger Collecting Point.

## Zusammenarbeit mit deutschen Institutionen
Die MFA&A war chronisch personell unterbesetzt. In Marburg agierten lediglich Walker Hancock, zeitweise unterstützt durch den New Yorker Restaurator Sheldon Keck, sowie sein Nachfolger Francis Bilodeau. Hancock war also auf Unterstützung vor Ort angewiesen, weshalb er auf das Personal des Staatsarchivs, der Universität, des Landesdenkmalamtes und des Bauamtes zurückgriff. Auch wenn die Kooperationen nur rund 15 Monate bestanden, ließ die Zusammenarbeit, von der Hancock berichtete, den Marburg Central Collecting Point methodisch zum Vorbild der in der Folge errichteten Sammelstellen in München und Wiesbaden werden. Vertreter der übrigen Kunstgutlager wie Walter Farmer (Leiter des Wiesbadener Collecting Point) und Gustav André (tätig im britischen Zonal Fine Arts Repository) reisten in die mittelhessische Universitätsstadt, um sich das Procedere in der Sammelstelle anzuschauen und sich über die gemeinsame Arbeit auszutauschen.

## Trivia
Im deutsch-amerikanischen Spielfilm „Monuments Men – Ungewöhnliche Helden“, der 2014 in die Kinos kam, wird die Vorgeschichte thematisiert, die zur Gründung der Marburger Kunstsammelstelle führte. Nach der Besichtigung des Siegener Bergwerks wechselt der Film jedoch – den Zuschauer über das weitere Schicksal der Siegener Kunstwerke im Unklaren lassend – abrupt zu den Ereignissen in Bayern, die zur Einrichtung des Münchner Collecting Point führten.